# VIII век
VIII (восьмо́й) век  по юлианскому календарю — век с 1 января 701 года по 31 декабря 800 года. Это 8-й век 1-го тысячелетия.  Закончился 1225 лет назад.

## События
- 710—794 — период Нара в Японии.

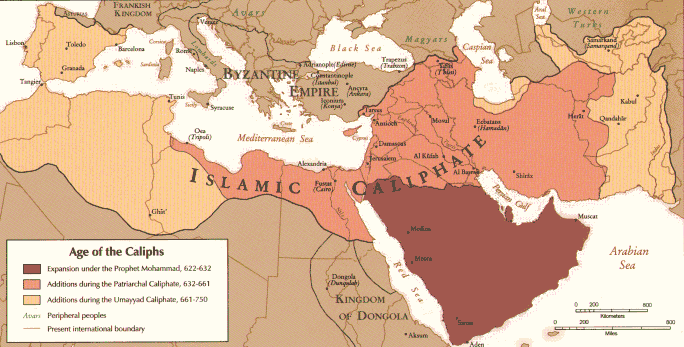
Халифат с 622 по 750 год

- 711—712 — тюрки дошли до Сырдарьи, где впервые столкнулись с арабскими завоевателями Средней Азии.
- 711—718 — Арабское завоевание Пиренейского полуострова.
- 712 — начало правления Луитпранда, короля лангобардов, в Италии.
- 717 — начало правления византийского императора Льва III (717—741), основателя Исаврийской династии (717—802).
- 718 год — вторая осада Константинополя Арабским халифатом. Окончилась поражением арабов и победой императора Льва III.
- 718 — победа Пелайо над арабскими завоевателями в долине Ковадонга в Астурии (Испания). Создано королевство Астурия во главе с королём Пелайо.
- 720 — арабский халифат начал завоевание Южной Галлии (южных и юго-западных областей современной Франции), угрожая Франкскому государству (720—732).
- 726 — византийский император Лев III (717—741 гг.) издал Эклогу (кодекс византийского законодательства) и начал иконоборчество[1].
- 10 октября 732 года — битва при Пуатье между франками и арабами.
- 734 — умер Беда Достопочтенный, бенедиктинский монах в англосаксонском королевстве Нортумбрия, автор нескольких десятков трудов на латинском языке, посвящённых богословию, риторике и грамматике. Также написал одну из первых историй Англии «Церковная история народа англов».
- 737 — вторжение арабских войск с полководцем Марваном II на реку Дон.
- 741 — начало правления византийского императора Константина V (741—775 гг.).
- 741 — начало правления франкского майордома, а затем короля Пипина Короткого (743—768).
- 746 — византийцы, во главе с императором Константином V, вторглись во владения арабского халифата в Сирии и дошли до берегов Евфрата и границ Армении.
- 751 — Таласская битва, сражение в Таласской долине (граница Казахстана и Кыргызстана) между арабами во главе с Абу Муслимом и китайской армией за контроль над Средней Азией; закончилась поражением китайских войск. Однако понесённые потери не позволили арабам продвигаться далее на восток[2].
- 751 — майордом Пипин Короткий официально провозглашён королём франков. Основал Династию Каролингов. За время своего правления объединил под своей властью всю страну — от Ла-Манша до берегов Средиземного моря.
- 754 — Иконоборческий собор.
- 756 — образовано светское государство пап, которое впоследствии служило основой для папских притязаний на светскую власть над всей Италией и даже над всей Европой.
- 757 (по другой версии 758) — королём Мерсии становится Оффа (757—796).
- 768 — начало правления франкского короля Карла Великого (768—814), старшего сына Пипина Короткого.
- Образование союза племён полабских славян в нижнем течении Лабы во главе с племенем бодричей.
- Первая половина века — на центральной Яве возникло государство Матарам, где правила шиваистская династия.
- Середина века — Альфонс I, правитель Астурии, отвоевал у арабов Галисию и Леон.
- Середина века — феодалы из династии Раштракутов свергли Чалукьев и образовали государство, объединившее большую часть Западного Декана.
- Середина века — возникновение государства Наньчжао в Юго-Западном Китае.
- Середина века — племена тай, отступившие на юг под давлением китайцев, проникли в долину Иравади, разрушили Проме и подчинили себе племена пью.
- 755—763 годы — восстание Ань Лушаня в Танском Китае.
- 770 — образовалось Западно-Грузинское царство (на территории современной Абхазии).
- 773—774 — Карл Великий завоевывает Лангобардское королевство в Италии и становится королём лангобардов.
- 780 — начало правления византийского императора Константина VI (780—797). Но до 790 года, достижения Константином VI 19 лет, правила его мать, византийская императрица Ирина, жена Льва IV Хазара.
- 787 — Второй Никейский собор.
- 787 — начались набеги норманнов на Англию и нападения датчан на Дорчествер.
- 788 — начались войны франков с Аварским каганатом (788—803), с вторжения аваров (Аварский каганат) в пределы франкского государства.
- Вторая половина века — раскол в среде шиитов. Образование секты исмаилитов.
- Вторая половина века — усиление Тибета, который распространяет свою власть на области Средней Азии и Восточного Туркестана.
- Вторая половина века — набеги викингов на побережье Британии. Начало эпохи викингов.
- VIII—IX века — культура мочика на северном побережье области Анд.
- Конец VIII — начало IX века — Возникновение Кашмирского шиваизма.
- VIII — начало XIII века — существование единого Бенгальского государства.
- 793 год — набег викингов на Линдисфарн.
- 794 год — перенос японской столицы в город Хэйан-кё. Начало периода Хэйан (794—1185).
- 796 — поднялось восстание в Кенте против короля Мерсии Оффы.
- 797—802 — правление византийской императрицы Ирины из династии Исавров. Первая самодержавно правящая женщина в истории Византии.
- 800 — в Риме Папа Лев III короновал Карла Великого императором Запада.
- Вторая половина 1-го тысячелетия — государство сапотеков в Южной Мексике со столицей в Оахаке, находившееся под влиянием культуры тольтеков.

## Культура
- Золотой век китайской поэзии[англ.].
- Золотой век ислама (середина VIII — середина XIII вв).
- Каролингское возрождение (конец VIII — середина IX вв).

## Личности
- Адриан I, папа римский.
- Анастасий II, византийский император.